# Japonsko na Letních olympijských hrách 1972
Japonsko se účastnilo Letní olympiády 1972 v německém Mnichově. Zastupovalo ho 184 sportovců (148 mužů a 36 žen) ve 21 sportech.

## Medailisté
| Medaile | Jméno | Sport                | Soutěž                      |
| ------- | --- | -------------------- | --------------------------- |
| Zlato   | Sawao Kató | Sportovní gymnastika | Muži víceboj – jednotlivci  |
| Zlato   | Sawao Kató | Sportovní gymnastika | Muži bradla                 |
| Zlato   | Akinori Nakajama | Sportovní gymnastika | Muži kruhy                  |
| Zlato   | Micuo Cukahara | Sportovní gymnastika | Muži hrazda                 |
| Zlato   | Sawao Kató Akinori Nakajama Eizó Kenmocu Micuo Cukahara Šigeru Kasamacu Teruiči Okamura | Sportovní gymnastika | Družstvo mužů               |
| Zlato   | Takao Kawaguči | Judo                 | Muži do 63 kg               |
| Zlato   | Tojokazu Nomura | Judo                 | Muži do 70 kg               |
| Zlato   | Šinobu Sekine | Judo                 | Muži do 80 kg               |
| Zlato   | Kijomi Kató | Zápas                | muži, volný styl do 52 kg   |
| Zlato   | Hideaki Janagida | Zápas                | muži, volný styl do 57 kg   |
| Zlato   | Majumi Aokiová | Plavání              | Ženy 100 motýlek            |
| Zlato   | Nobutaka Taguči | Plavání              | Muži 100 prsa               |
| Zlato   | Jošihide Fukao Kendži Kimura Masajuki Minami Džungo Morita Júzó Nakamura Kacutoši Nekoda Tecuo Nišimoto Jasuhiro Noguči Seidži Óko Tecuo Sató Kendži Šimaoka Tadajoši Jokota                                   | Volejbal             | turnaj mužů                 |
| Stříbro | Eizó Kenmocu | Sportovní gymnastika | Muži víceboj – jednotlivci  |
| Stříbro | Akinori Nakajama | Sportovní gymnastika | Muži prostná                |
| Stříbro | Sawao Kató | Sportovní gymnastika | Muži kůň našíř              |
| Stříbro | Sawao Kató | Sportovní gymnastika | Muži hrazda                 |
| Stříbro | Šigeru Kasamacu | Sportovní gymnastika | Muži bradla                 |
| Stříbro | Kóičiró Hirajama | Zápas                | muži, řecko-římský do 52 kg |
| Stříbro | Kikuo Wada | Zápas                | muži, volný styl do 68 kg   |
| Stříbro | Kacumi Macumuraová Takako Iidaová Mariko Okamotová Takako Širaiová Makiko Furukawaová Keiko Hamaová Tojoko Iwaharaová Sumie Oinumaová Seiko Šimakageová Mičiko Šiokawaová Noriko Jamašitaová Jaeko Jamazakiová | Volejbal             | turnaj žen                  |
| Bronz   | Šigeru Kasamacu | Sportovní gymnastika | Muži prostná                |
| Bronz   | Šigeru Kasamacu | Sportovní gymnastika | Muži hrazda                 |
| Bronz   | Eizó Kenmocu | Sportovní gymnastika | Muži bradla                 |
| Bronz   | Eizó Kenmocu | Sportovní gymnastika | Muži kůň našíř              |
| Bronz   | Akinori Nakajama | Sportovní gymnastika | Muži víceboj – jednotlivci  |
| Bronz   | Micuo Cukahara | Sportovní gymnastika | Muži kruhy                  |
| Bronz   | Motoki Nišimura | Judo                 | Muži nad 93 kg              |
| Bronz   | Nobutaka Taguči | Plavání              | Muži 200 prsa               |